# Teofil (cesarz bizantyński)
Teofil (ur. 813, zm. 20 stycznia 842) – cesarz bizantyjski od 829 (drugi cesarz z dynastii amoryjskiej), syn Michała II i jego pierwszej żony – Tekli.

## Życiorys
Jego ojcem chrzestnym był cesarz Leon V. Do godności współcesarza został wyniesiony już w 821 roku. Wychowywali go przeciwnicy kultu ikon, między innymi Jan Gramatyk, późniejszy patriarcha. W odróżnieniu od niewykształconego ojca, był rozmiłowany w sztuce i nauce, miał solidne wykształcenie i uznawany był za uczonego i pisarza, podejrzewano go także o znajomość nauk tajemnych. Uwielbiał sztukę arabską. Żywił niechęć do kultu obrazów i usiłował bezskutecznie odrodzić ikonoklazm. Naśladował kalifa abbasydzkiego Haruna ar-Raszida (786-809), przechadzając się po stolicy, rozmawiając z mieszkańcami i słuchając ich skarg. 2 października 829 został koronowany na jedynego władcę.
Teofil był dobrym administratorem. Rozbudował temy w Azji Mniejszej i utworzył dwa nowe: Paflagonię i Chaldię. Uczynił też Krym temem. Najważniejszą rzeczą za jego rządów były jednak wojny z Arabami. Cesarz rozmiłowany w sztuce i kulturze arabskiej musiał przez całe panowanie prowadzić z Arabami wojny. Tym gorsze, że na dwóch frontach: na Sycylii, gdzie Bizantyńczycy utracili w 831 roku Palermo i w Azji Mniejszej. Wojna w Azji toczyła się ze zmiennym szczęściem dla obu stron. W 830 i 838 roku powstrzymano dwie kampanie kalifa al-Mamuna. W czasie tej drugiej doszło jednak do klęski pod Demizon 22 lipca 838 roku. Utracono też siedzibę rodową cesarza, twierdzę Amorion.
Jego żoną była Teodora, z którą cesarz miał siedmioro dzieci:
- Konstantyna, współcesarza w latach 833-835,
- Michała III Metystesa, kolejnego cesarza,
- Marię, żonę cezara Aleksego Mouselesa,
- Teklę, kochankę cesarza Bazylego I Macedończyka,
- Annę,
- Anastazję,
- Pulcherię.